# جوفانكا هوسكا
جوفانكا هوسكا (مواليد 10 يونيو 1980) هي لاعبة شطرنج إنجليزية تحمل لقب أستاذة دولية وأستاذة كبيرة. إنها بطلة شطرنج بريطانية للسيدات تسع مرات.

## السنوات التكوينية
ولدت في جنوب لندن، واسم عائلتها يرجع إلى جدها التشيكي. عادةً ما يكون اسمها الأول سلافيًا، ولكن تم اختياره فقط لاستكمال اسم العائلة. الشطرنج هي رياضة شائعة في عائلة هوسكا، ويرجع بالكثير من تقدمها إلى التنافس بين أشقائها الذي تطور مع الأخ الأكبر ميروسلاف، وهو نفسه أستاذ دولي في الشطرنج، رغم أنه غير نشط حاليًا. لديها شهادة في القانون.
جوفانكا واحدة من أكثر المحترفين نشاطًا في إنجلترا، مثلت بلدها لأول مرة في بطولة العالم للشباب للفتيات (أقل من 10 سنوات) في تيميشوارا 1988، واحتلت المركز الخامس بعد بداية كارثية وعلى الرغم من كونها أصغر من معظم خصومها بسنوات. شاركت في نفس الحدث في أغواديلا في عام 1989 ثم للمرة الثالثة في فوند دو لاك في عام 1990، حيث فازت بالميدالية البرونزية. كان هناك العديد من النجاحات خلال السنوات القليلة التالية بما في ذلك الميدالية البرونزية في بطولة أوروبا للناشئين للفتيات (أقل من 20 عامًا) في إيريفان في عام 1998. ونتيجة لذلك، حصلت على لقب أستاذة دولية في العام نفسه، بعد تحقيق المعايير الثلاثة في ما يزيد قليلاً عن شهر. حققت لقب أستاذة كبيرة في البطولة البريطانية 1999 عندما كانت لا تزال مراهقة.

## أحداث الفريق
على الرغم من دراساتها الأكاديمية التي استغرقت وقتًا طويلاً، فقد تميزت السنوات القليلة التالية بمساهمة هوسكا غير المحدودة في فريق إنجلترا للسيدات في مختلف المسابقات الكبرى حول العالم. شاركت في كل من أولمبياد الشطرنج بين عامي 1998 و2008 وبصرف النظر عن ظهورها الأول كاحتياطي، فقد لعبت باستمرار في مجالس عالية، وسجلت أكثر من 50٪ في كل مناسبة. من عام 1999 فصاعدًا، كانت أيضًا حاضرة دائمًا في بطولة الشطرنج الأوروبية. كان أبرز أداء للفريق في هذا الحدث، حدث في ليون في عام 2001، حيث حصل الفريق على المركز الثالث وحصل على ميدالية برونزية.
لاعبة شطرنج نشطة في الدوري، مثلت إس كيه هوفهايم في الدوري الألماني، دوفيل في فرنسا، وود جرين في 4NCL.

## مزيد من التقدم

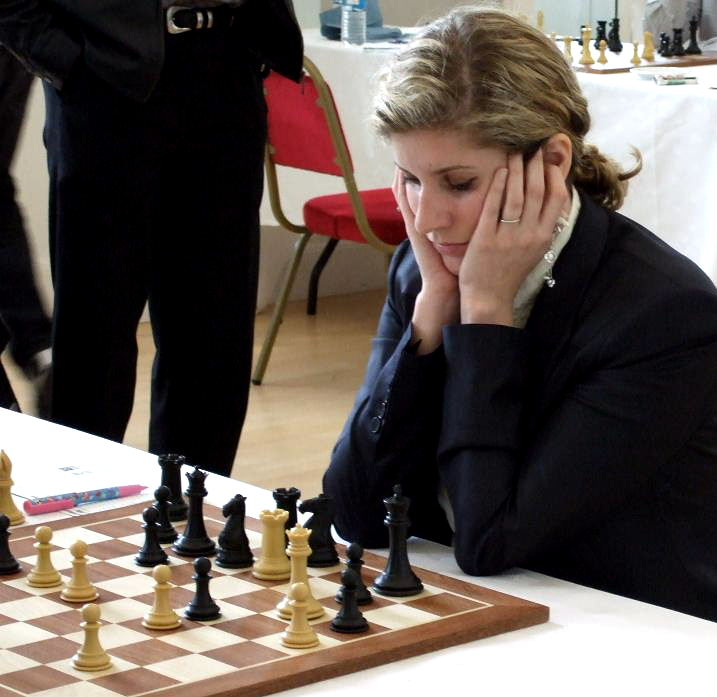
إم هوسكا في بطولة ليفربول للاتحاد الأوروبي، 2008

بعد أن أصبحت أكثر نجاحًا في السعي وراء المعايير، أصبحت ثالث امرأة بريطانية تحصل على لقب أستاذة دولية في عام 2005. حصلت على جائزة أفضل لاعبة في اتحاد الشطرنج الإنجليزي في عام 2006، وكانت أول امرأة تحصل على الجائزة منذ إنشائها في عام 1984. كانت هناك جوائز "المرأة الأعلى مرتبة" في مؤتمر هاستينغز الدولي للشطرنج 2006-2007 وفي جبل طارق 2007. كما اقتربت من الفوز بأول سباق الجائزة الكبرى للسيدات في MonRoi، حيث احتلت أخيرًا المركز الثاني على قدم المساواة خلف بيا كراملينج. كانت مهمتها أكثر صعوبة في بطولة هوارد ستونتون التذكارية الخامسة، التي أقيمت في سيمبسون-إن-ذا-ستراند، حيث واجهت بعضًا من كبار الرواد في العالم وانتهت في المركز الأخير.
في ليفربول عام 2008، أصبحت بطلة بريطانيا وإنجليزية للسيدات للمرة الأولى، حيث أنهت نقطة كاملة متقدمة على أقرب منافستها سوزان لاليك ونصف نقطة متقدمة على الأساتذة الكبار جلين فلير وستيوارت هاسلينجر. أسفرت زيارتها الثانية لليفربول عن حصولها على نصيب ثالث من جائزة أفضل أداء للسيدات (بالاشتراك مع كيتيفان أراخاميا جرانت وييلينا ديمبو ) في بطولة الاتحاد الأوروبي المفتوحة للشطرنج الفردية.
ككاتبة شطرنج، كتبت تقارير عن البطولات في الداخل والخارج لدوريات مثل مجلة CHESS. أكملت حوسكا كتابها الافتتاحي الأول للشطرنج في عام 2007. كُتبت من أجل Everyman Chess، وهي تعرض أطروحة عن افتتاح هوسكا بالقطع السوداء - دفاع كارو-كان. نُشرت كتاب ثان، يغطي الدفاع الاسكندنافي، في عام 2009 وتبع ذلك تعاونًا في 2010s Dangerous Weapons: The Caro-Kann، مع زملائها الأساتذة الإنجليز جون إيمز وريتشارد باليسر.

## الشخصية
تزوجت هوسكا من لاعب الشطرنج النرويجي آرني هاجيسايثر في 14 مارس 2009 في كنيسة الجليد في ألتا، النرويج.

## ألعاب بارزة
في أولمبياد دريسدن لعام 2008، فاز هوسكا مرتين ضد منافسين رفيعي المستوى؛
- جيه هوسكا ضد أ. ستيفانوفا، دفاع سلاف، 1-0، أولمبياد السيدات، دريسدن 2008
- هوسكا، دفاع سلاف، 0-1، أولمبياد السيدات، دريسدن، 2008